# Попов, Гавриил Харитонович
Гаврии́л Харито́нович Попо́в (род. 31 октября 1936, Москва) — советский экономист и российский политик. Один из видных лидеров демократического движения в СССР и России в конце 1980-х—начале 1990-х годов. Председатель Московского городского Совета народных депутатов (1990—1991), первый мэр Москвы (1991—1992). После отставки с поста мэра — создатель Международного университета в Москве. С 2011 года — советник мэра Москвы.
Доктор экономических наук (1970, кандидат 1963), профессор (1971). Член РАЕН (1991), действительный член Академии творчества и почётный действительный член Международной академии менеджмента.

## Биография
Родился 31 октября 1936 года в Москве в семье студентов Тимирязевской академии агронома Харитона Гавриловича Попова (1910—2004) и педагога Феодоры Георгиевны Николаевой (1912—2009). Родители из греков Приазовья, отец родом из Чермалыка, мать из Ялты (Донецкая область).
Окончил с золотой медалью среднюю школу № 61 в п. Персиановка (Октябрьский (с) район Ростовской области). Отмечал, что в его выборе учиться в дальнейшем на экономиста большую роль сыграла экономическая дискуссия в стране, открытая выходом труда Сталина «Экономические проблемы социализма в СССР».

### Экономический факультет МГУ (1954—1988)
В 1959 году окончил экономический факультет МГУ им. М. В. Ломоносова по специальности «преподаватель политической экономии», Сталинский и Ленинский стипендиат. Все пять лет учёбы сидел за одной партой с будущим академиком Николаем Петраковым. Окончил аспирантуру того же университета (1959—1963 год), ученик С. К. Татура и Л. Я. Берри. В 1957 и 1960—1961 годах — секретарь комитета комсомола МГУ.
После окончания аспирантуры остался на научной работе в МГУ: в 1967—1971 годах — заведующий лабораторией управления производством, с 1971 до 1988 года являлся заведующим кафедрой управления, с 1978 по 1980 год был деканом факультета. В 1970 году защитил докторскую диссертацию «Методологические проблемы теории управления социалистическим общественным производством» (в 2 томах). Читал лекции по основным проблемам теории управления (в частности, по управлению производством), руководил семинарами по теории экономического развития СССР. В 1973—1974 годах одновременно являлся заведующим отделом Института научной информации по общественным наукам АН СССР. В 1980-е годы — профессор экономического факультета МГУ, выдвигался в члены-корреспонденты и действительные члены АН СССР.
В 1988—1990 годах — главный редактор журнала «Вопросы экономики»; в период перестройки публиковал материалы о социально-экономическом положении советского общества и необходимости его глубокого реформирования, и, таким образом, одним из первых ввёл понятие командно-административная система в статьях «С точки зрения экономиста» (анализ романа Александра Бека «Новое назначение», положенного на четверть века «под сукно») и о «Зубре» Д. Гранина (журнал «Наука и жизнь», 1987, № 4). Член редколлегии журнала «Наука и жизнь», был членом редколлегии информационного бюллетеня ВИНИТИ.
В 1991—2015 годах был президентом Международного университета в Москве.
С именем Г. Х. Попова тесно связано создание Международного союза экономистов, Вольного экономического общества, президентом которых он является с 1991 года. Вклад учёного в становление и последующее развитие основ менеджмента и книжного дела отмечен его избранием председателем Международной академии книги и книжного искусства и Международной бизнес-академии.
Входит в редакционный совет журнала «Наука и жизнь».

### Политическая деятельность

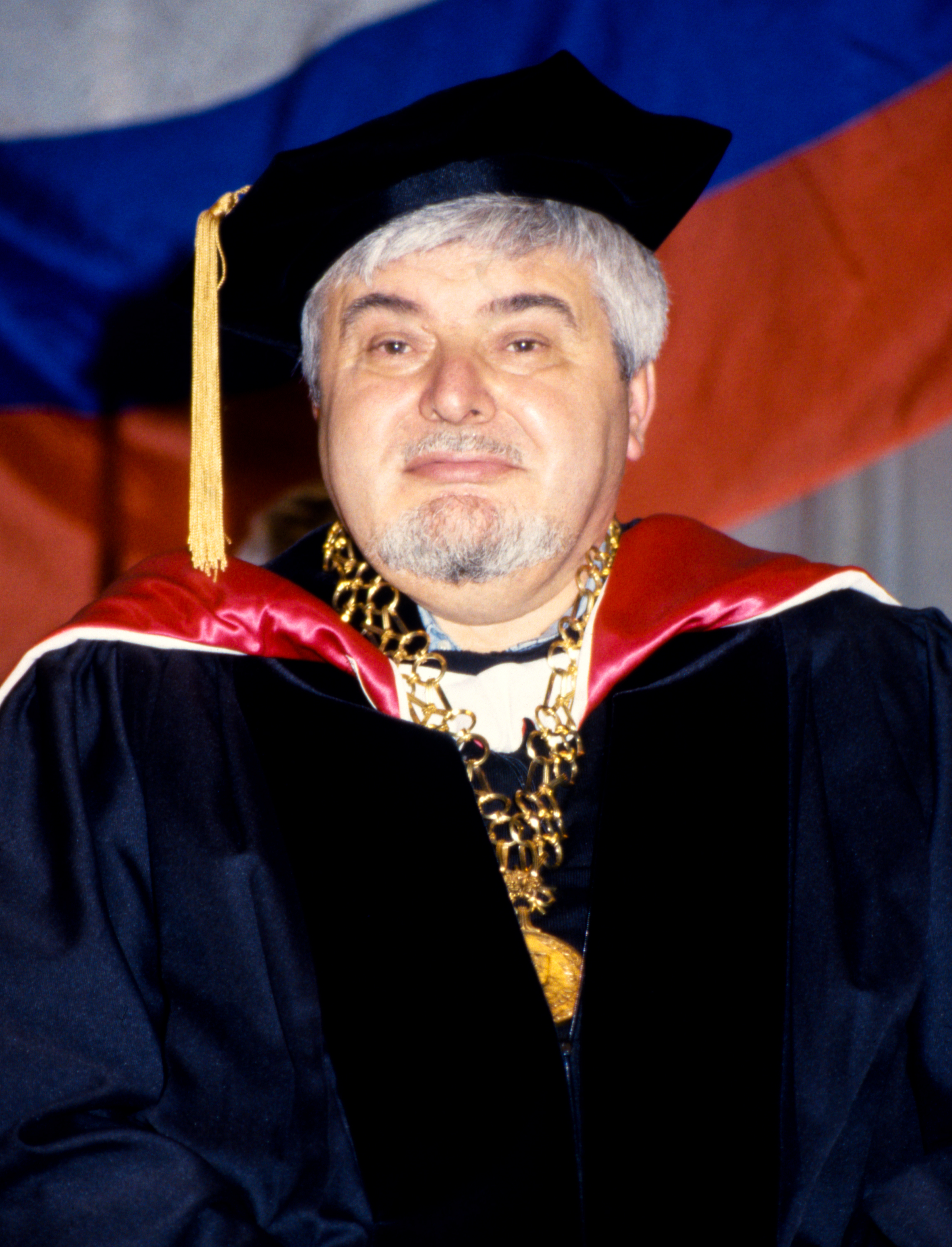
Гавриил Попов в 1991 году

В марте 1989 года был избран народным депутатом СССР по квоте Союза научных и инженерных сообществ, стал одним из инициаторов создания Межрегиональной депутатской группы, 30 июня 1989 года был избран её сопредседателем.
В 1989 году выступил на страницах «Огонька» с призывом перезахоронить Н. С. Хрущёва у Кремлёвской стены.
В марте 1990 года был избран депутатом Моссовета от блока «Демократическая Россия», а 20 апреля того же года стал председателем Моссовета. В том же году вышел из КПСС.
Президент Федерации греческих общин «Понтос» (с 1989), президент Российского отделения Всемирной лиги за свободу и демократию (с 1991).
12 июня 1991 года был избран первым мэром Москвы. Ушёл в отставку 6 июня 1992 года в связи с несогласием с экономической реформой, проводимой правительством. На посту мэра выбирал подчинённых среди тех, кто в советскую эпоху не был приближён к госаппарату, а как социал-демократ выступал за малое и среднее предпринимательство, но против приватизации крупных государственных предприятий, потому считал неверным назначение Гайдара на руководящие посты и был не согласен с проводимой им политикой. В 2016 году заявил, что выбор Сайкина на главную руководящую должность в Москве был бы лучше, чем выбор Лужкова, но в то время Попов руководствовался иным положением дел и о своём решении не жалеет.
Находясь на посту мэра, Попов пытался предотвратить создание правительственного заговора против Горбачёва. Бывший посол США в СССР Джек Мэтлок рассказал в своём интервью 2011 года, что именно Попов еще 20 июня 1991 года тайно сообщил ему, а он — Ельцину и Горбачёву о подготовке премьер-министром Павловым, министром обороны Язовым, главой КГБ Крючковым и председателем Верховного Совета Лукьяновым захвата власти.
Бывший вице-президент СССР Геннадий Янаев в своём интервью «Эху Москвы» (2001) излагает свои подозрения о предположительной связи Попова и Мэтлока:
Мы не разогнали ни одну структуру государственную, не посадили ни одно должностное лицо, даже Гавриила Харитоновича Попова, мэра Москвы, не освободили от работы, хотя он деликатного свойства информацию таскал американскому послу по 5−6 раз в день.
На посту мэра он изменил структуру управления столицей: вместо районных исполкомов появилась система префектур, напрямую подчинённых мэрии. Исполком Моссовета был преобразован в правительство Москвы. При Попове в столице началась бесплатная приватизация квартир, и по своим темпам она значительно обгоняла этот процесс в других регионах. В конце 1991 года Попов поддержал широкомасштабный проект передачи в частную собственность предприятия обслуживания, питания, магазинов. Под его руководством было снесено несколько памятников (Дзержинскому, Свердлову, Калинину), переименовано более 10 станций метро и несколько сотен улиц и площадей. По словам журналиста Анатолия Баранова, поддерживал проект по сдаче в аренду на 50 лет Нескучного сада и прилегающих территорий за 99 долларов советско-французскому предприятию. А. Баранов утверждает, что после привлечения к этому случаю внимания во французской прессе приехавший для чтения лекции в Москву лейбористский депутат британского парламента Кен Ливингстон заявил, что в любой «цивилизованной» стране авторы такого проекта сидели бы в тюрьме, назвав при этом имя Г. Попова.
С 26 августа по 6 ноября 1991 года — представитель Президента РСФСР по г. Москве и Московской области.
С 1991 года — председатель Российского движения демократических реформ.
С 1995 года — член президиума Политического консультативного совета при Президенте Российской Федерации, председатель палаты Совета по внешнеполитической деятельности.
С 1995 года — председатель общественно-политического движения «Социал-демократы».
На учредительном съезде Социал-демократической партии России 24 ноября 2001 года был избран членом её Политического совета.
С 2002 года — президент Фонда развития социал-демократических и социалистических идей имени Г. В. Плеханова.
26 сентября 2011 года из СМИ стало известно, что Г. Х. Попов назначен советником мэра Москвы С. С. Собянина с формулировкой: «на общественных началах на срок полномочий мэра Москвы».

## Политические взгляды
«Народу нужен барин. Он (народ) не собирался сам работать. Должен кто-то прийти и устроить ему другую жизнь вместо той, которая его перестала устраивать», — высказывался Попов в одном из своих интервью о поддержке россиянами Ельцина в 1991 году.
В 2002 году, когда Минобороны предлагало лишить учащихся большинства вузов отсрочки от военной службы, резко высказался против такой инициативы, используя в качестве аргумента негативный опыт призыва студентов в Советскую армию в 1980-е годы, приведшего к потере квалифицированных кадров и к росту коррупции.
В 2007 году выступил в защиту генерала Власова. В фильме Константина Семина «Биохимия предательства» Попов, восхваляя Власова, заявил: «Для меня патриотами России являются и маршал Жуков, и генерал Власов. Просто они по-разному любили Россию».
В марте 2009 года выступил с критикой антикризисных мер российской власти, заявив о «необходимости смены правящей команды». Попов высказал ряд предложений глобального социально-экономического характера, разработанных при участии Международного союза экономистов. Попов выступает за создание Мирового правительства, роспуск ООН и формирование её на новой основе («надо будет иметь определённый размер населения, объём накопленного национального богатства и определённую величину национального дохода на человека»). Всё ядерное оружие, ядерная энергетика, ракетно-космическая техника и «все богатства недр» планеты («прежде всего — запасы углеводородного сырья») должны быть переданы под глобальный контроль. Попов, в частности, считает, что «должны быть установлены жесткие предельные нормативы рождаемости с учётом уровня производительности и размеров накопленного каждой страной богатства. Пора выйти из тупика, на который указывал ещё Мальтус: нельзя, чтобы быстрее всех плодились нищие». Кроме того, по его мнению, «перспективным представляется генетический контроль ещё на стадии зародыша и тем самым постоянная очистка генофонда человечества». Попов полагает, что «при формировании государственных структур надо полностью исключить популистскую демократию… при избрании законодательной палаты гражданин должен иметь то число голосов, которое соответствует его образовательному и интеллектуальному цензу, а также величине налога, уплачиваемого им из своих доходов». Попов предупреждает, что «страны, которые не примут глобальную перспективу, должны исключаться из мирового сообщества».
В январе 2010 года в соавторстве с бывшим мэром Москвы Юрием Лужковым выступил с критической статьёй в адрес реформ Егора Гайдара, в частности, отметив: «Реализация гайдаровских принципов организации экономики привела к тому, что мы отброшены на 35 лет назад, провалу в четыре раза потенциала экономического состояния».
Осудил действия московских властей, не согласившись с их методами разбирательства с торговыми киосками. Придерживается европейской политики по отношению к малым магазинам, предлагал размещать их на первых этажах жилых домов, а жителям этих домов, которые могли бы быть недовольны шумом, предложить некоторые льготы: снизить квартплату на одну треть, освободить от оплаты за вывоз мусора и очистку дороги и пр.
Приветствовал выдвижение Алексея Навального на пост мэра Москвы, с уважением относится к его критике, но не считает, что он бы подошёл на эту должность.
Попов является активным сторонником местного самоуправления как фундамента демократии, выступает за создание уличных избираемых комитетов с передачей им функций городской власти для решения горожанами своих местных проблем.
О депутатах Московской городской думы в 2016 году в эфире программы «Собчак живьём» высказался следующим образом: «люди, которые при нормальном демократическом механизме и должны быть выразителями мнения своих избирателей» на самом деле таковыми не являются и не участвуют в жизни горожан, а выходом из ситуации Попов назвал создание демократической системы.
Является автором более сотни научных и публицистических работ, среди которых: «Проблемы теории управления» (1970, 1974), «Эффективное управление» (1976, 1989), «Снова в оппозиции» (1994), собрание избранных произведений в восьми томах (1996). Автор книги «41—45 — одна война или три» («Три войны Сталина» — в Интернете). Попов пытается доказать, что была на самом деле не одна война, а целых три. Одну СССР проиграл в самом начале. Вторая война — это Отечественная, когда поднялся весь народ. И, наконец, третья война, это уже 1944—1945 годы. Её автор называет «экспансией социализма».
Узнав о возникновении движения «Захвати Уолл-стрит», заявил о том, что у него появилась надежда.
После убийства Бориса Немцова высказал своё мнение, что единственным ответом на это убийство может быть сплочение вокруг президента, и необходимо создавать движение в защиту Путина.
В 2020 году отмечал: «Десятки лет Китай был для меня примером того, как надо было развивать СССР, если бы им руководили иные лидеры и иная партия».

## Награды и звания
- Орден Почёта (1996) — «за заслуги перед государством и большой вклад в развитие демократии»[31]
- Знак отличия «За заслуги перед Москвой» (2006) — «за значительные личные заслуги в становлении и развитии общественных объединений экономистов, многолетнюю плодотворную деятельность в интересах столицы»[32]
- Почётный доктор Университета Южной Юты (Сидар-Сити, США, 1991)[9] и Даулинг-колледжа (Нью-Йорк, 1997)[9]
- Почётный выпускник МГУ им. М. В. Ломоносова (1998)
- Почётный гражданин городов Токио (Япония)[9], Сеула (Республика Корея)[9] и штата Мэриленд (США)[9]

## Семья
- Отец — Харитон Гаврилович Попов (1910—2004).
- Мать — Феодора Георгиевна Попова (в девичестве Николаева) (1912—2009).
- Супруга — Ирина Васильевна (1939—2017).
- Дети: Харитон (род. 1968) и Василий (род. 1970). Оба учились в США, ныне младший сын является проректором Международного университета в Москве.

## Сочинения
- Собрание сочинений в восьми томах. — М.: Согласие, 2006.
- Техника личной работы. — М.: Московский рабочий, 1966 и др. издания
- Проблемы теории управления. — М.: Экономика, 1970; 2-е изд. — М., 1974.
- Научные основы управления. — М., 1971
- Проблемы совершенствования управления. — Вильнюс, 1972
- Методы управления социалистическим производством. — М.: Знание, 1973.
- Эффективное управление. — М.: Экономика, 1976; 2-е изд. — 1985
- Комплексная рационализация управления производством. — М.: Знание, 1987
- Управление экономикой — на уровень новых требований. — М., 1987
- Корень проблем. — М.: Политиздат, 1989
- Как управлять экономикой. — М.: Педагогика, 1989.
- Пути перестройки. — М.: Экономика, 1989
- Блеск и нищета административной системы. — М.: ПИК, 1990
- Снова в оппозиции. — М.: Галактика, 1994.
- Будет ли у России второе тысячелетие? — М.: Экономика, 1998.
- О революции 1989—1991 годов. — М. : Согласие, 2004. — 796, [3] с. — ISBN 5-86884-108-5
- О номенклатурно-олигархической демократии. — М. : Согласие, 2004. — 670 с. — ISBN 5-86884-068-2
- О московском варианте демократических реформ 1990—1992 годов. — М. : Согласие, 2004. — 763, [3] с. — ISBN 5-86884-112-3
- О номенклатурно-управляемой демократии 2000—2004 гг. : [сборник] — М. : Согласие, 2004. — 635, [3] с. — ISBN 5-86884-076-3
- Заметки о войне. — М.: Олимп, 2005.
- Три войны Сталина. — М. : Олимп, 2005. — 189 с., [1] л. портр. — ISBN 5-7390-1838-2
- Теория и практика социализма в XX веке. — М., 2006
- Дзарасов С., Меньшиков С., Попов Г. Судьба политической экономии и её советского классика. — М.: Альпина Паблишер, 2004. ISBN 5-9614-0049-2
- Вызываю дух генерала Власова. — М.: Изд-во Международного университета, 2008.
- Истоки российской беды. — М.: Изд-во Международного университета, 2008.
- Материализация призрака коммунизма. — М.: Изд-во Международного университета, 2008.
- Ошибка в проекте : ленинский тупик. — М.: Изд-во Международного университета, 2008. — 510 с. — ISBN 5-9248-0052-0
- Реформирование нереформируемого. Попытка Алексея Косыгина. — М.: Изд-во Международного университета, 2009. — 527 с.
- «Мне на шею кидается век-волкодав»: Переосмысливание судеб России в XX веке. — М.: Издательский дом «Тончу», 2012. — 960 с. — 1 000 экз. ISBN 978-5-91215-082-1
- В бурях эпохи. М.: ИД «Экономическая газета», 2011. — 832 с. ISBN 978-5-4319-0010-5
- Перестройка Михаила Горбачева. Выход из социализма. — М.: Изд-во Международного университета, 2011.
- Сорок первый — сорок пятый. — М.: Изд-во Международного университета, 2011.
- Реформы Бориса Ельцина (создание российского номенклатурно-олигархического постиндустриализма). М.: ИД Международного университета в Москве, 2012. — (Мне на шею кидается век-волкодав (переосмысление истории России в XX веке в десяти книгах)). — 3000 экз., ISBN 978-5-9248-0166-7
- Великая альтернатива XXI века. — М.: Изд-во Международного университета, 2013. — 416 с.
- Реформы Бориса Ельцина. — М.: Изд-во Международного университета, 2013.
- В первом вузе страны. — М.: Московский международный университет, 2020. — 395, [4] с., [8] л. ил., портр., факс. — (Время Судьбе взглянуть в глаза; кн. 1).; ISBN 978-5-6041461-1-8
- В первых рядах строителей коммунизма. — М.: Московский международный университет, 2018. — 634, [1] с., [8] л. ил., портр., цв. ил., портр. — (Время Судьбе взглянуть в глаза : в 5 кн.; кн. 2).; ISBN 978-5-6041461-0-1
- В первой оппозиции. — М.: Международный университет в Москве, 2017. — 590 с. — (Время Судьбе взглянуть в глаза : в 5 кн.; кн. 3).; ISBN 978-5-9248-0202-2
- Первый мэр Москвы. — М.: Международный университет в Москве, 2015. — 507, [1] с., [8] л. ил., цв. ил. портр. — (Время Судьбе взглянуть в глаза : в 5 кн.; кн. 4).; ISBN 978-5-9248-0192-6